# Cosmia affinella
Cosmia affinella är en fjärilsart som beskrevs av Embrik Strand 1921. Cosmia affinella ingår i släktet Cosmia och familjen nattflyn. Inga underarter finns listade i Catalogue of Life.